# Palača Vukašinović-Dojmi u Visu
Palača Vukašinović-Dojmi (bivša palača Rosario) nalazi se u gradu Visu, na adresi Matije Gupca 21/23.

## Opis
Baroknu palaču na području Luke u Visu sagradila je obitelji Rosario, a zatim je postala vlasništvo obitelji Vukašinović - Dojmi. Sastoji se iz reprezentativne katnice koja je duljom stranom položena uz ulicu te ima balkon na sjevernom pročelju okrenutom moru i danas ruševne gospodarske katnice u dvorištu na južnoj strani. Reprezentativni dio sklopa – palača s balkonom nadograđena je drugim katom u 19. stoljeću.

## Zaštita
Pod oznakom Z-7182 zavedena je kao nepokretno kulturno dobro - pojedinačno, pravna statusa zaštićena kulturnog dobra, klasificirano kao "stambene građevine".